# Xã Union, Quận Jasper, Indiana
Xã Union (tiếng Anh: Union Township) là một xã thuộc quận Jasper, tiểu bang Indiana, Hoa Kỳ. Năm 2010, dân số của xã này là 1.586 người.